# Canal del Dique
Este artículo trata del Canal del Dique como vía de comunicación fluvial. No confundir con la subregión del mismo nombre.
El canal del Dique es una bifurcación artificial del río Magdalena, en la Región Caribe de Colombia. Fue construido bajo órdenes de la época hispánica en el siglo XVI para facilitar la navegación entre este río con Cartagena de Indias.
Tiene una longitud de 115 kilómetros, se desprende del río Magdalena a la altura de Calamar y desemboca principalmente en la bahía de Cartagena, aunque posee otras tres desembocaduras menores: caño Correa (mar afuera), caño Matunilla y caño Lequerica (ambos en la bahía de Barbacoas). El actual tramo del canal del Dique fue construido por el ingeniero Totten, razón por la cual lleva también el nombre de canal de Totten, y dado al servicio de la navegación en el año de 1854. El canal de Dique y el caño Ciego son dos bifurcaciones del río Magdalena relativamente cerca de su desembocadura.Cormagdalena es la entidad nacional encargada de su cuenca.

## Historia

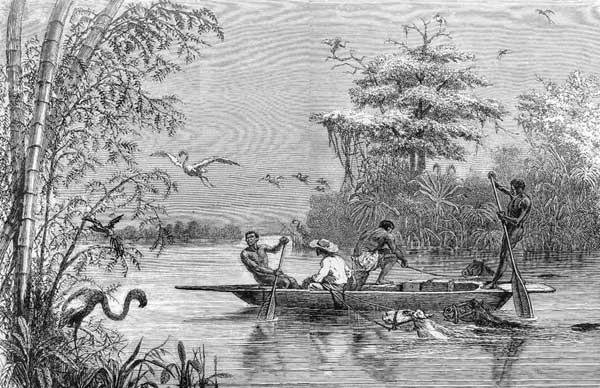
Paso en el canal del Dique, "Geografía pintoresca de Colombia",, A.de N.

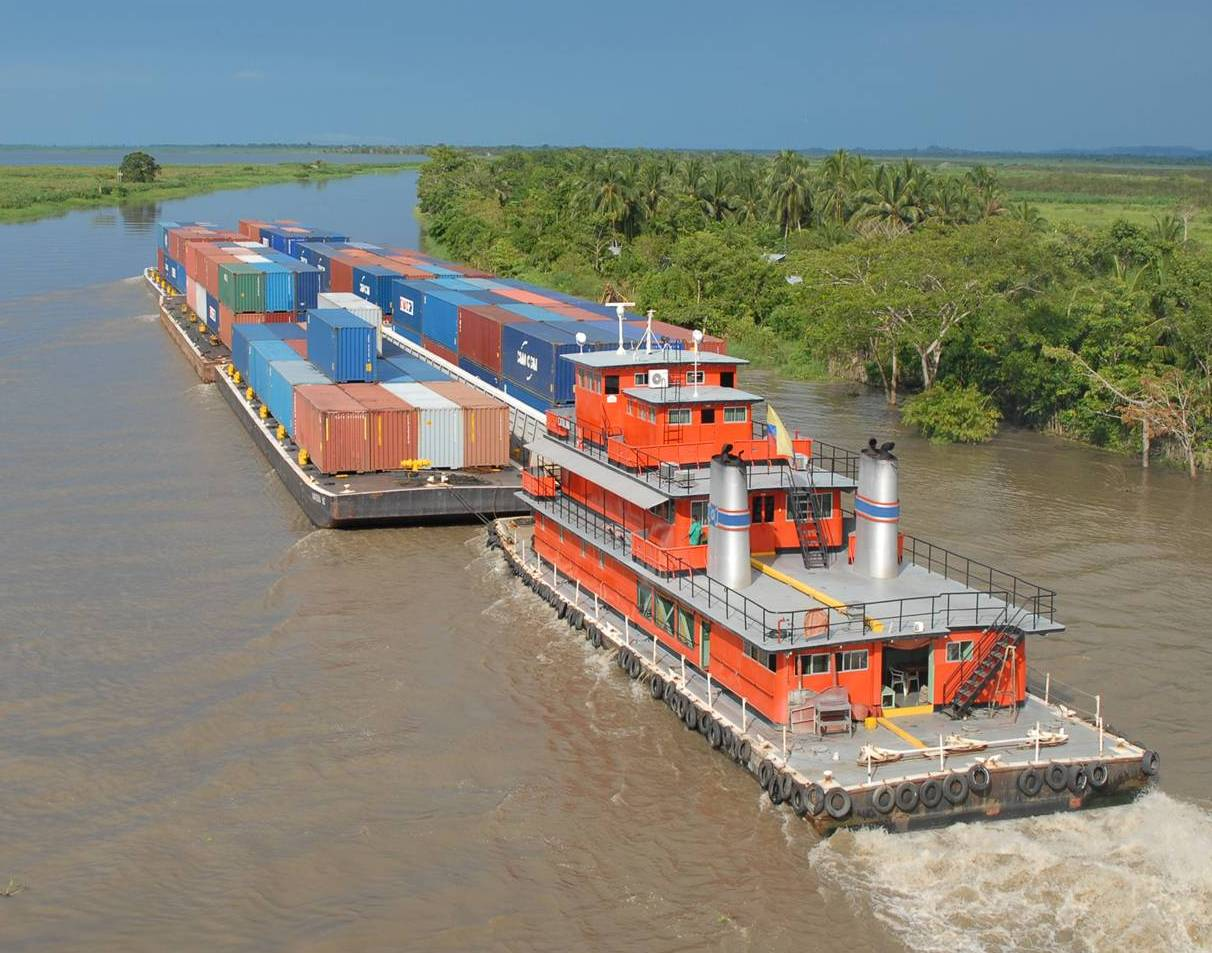
Remolcador fluvial navegando por el canal.

La historia del canal del Dique está íntimamente relacionada con la del río Magdalena y se remonta al siglo XVI, época desde la cual Cartagena se interesó en buscar una vía de comunicación fluvial con el río Magdalena que conectara un conjunto de ciénagas de desborde del río, de esta manera no sería necesario utilizar la vía terrestre que en época invernal era intransitable. El nombre de Canal del Dique surge del rompimiento de un dique que separaba las aguas del río Magdalena de las ciénagas adyacentes. La obra, originalmente, no se podía considerar como un canal puesto que unía las ciénagas con el río y su navegación dependía del nivel de las crecientes. Los primeros indicios de tráfico entre Cartagena y el río Magdalena datan de 1571, cuando Mateo Rodríguez, vecino de Tenerife (Magdalena, Colombia), abrió un camino de herradura desde el caño de Calvara hasta la barranca o lugar de embarque de su nombre, y más tarde llamada Barranca Vieja, reemplazada por otra denominada Barranca Nueva. Posteriormente, en 1575 Martín Polo abrió otra vía acuática-terrestre desde el morro de Juan Gómez hasta las orillas del Magdalena, con la obligación de construir en una de las ciénagas una barca grande en que pudieran entrar recuas cargadas, para evitar el daño que el trasbordo ocasionaba a las mercaderías. En 1596, expirados los privilegios, el tráfico por aquella vía fue público, y la Real Audiencia le concedió a Martín Camacho la reforma para la navegación por el río Magdalena. Con algunas pequeñas mejoras estas vías fueron utilizadas por espacio de casi un siglo.
A mediados del siglo XVII, el gobernador de Cartagena de Indias, Alonso Turrillo, tuvo la idea de prolongar la ciénaga de la Matunilla hasta el río Magdalena, para comunicar el puerto marítimo con el interior del país y pidió al Rey $100.000 suma que no recibió; su sucesor Clemente Soriano también se interesó por el proyecto, pero en 1647 murió. En su reemplazo se encargó a Pedro Zapata de Mendoza quien se enteró de que los caminos para la conducción de mercancías desde Cartagena al río Magdalena estaban casi abandonados. Además, se le informó que Soriano tenía un proyecto para unir las aguas del Caño Calvara con el río Magdalena, pero que por su alto costo y la situación crítica de la ciudad la obra no se había construido. El Gobernador Pedro Zapata de Mendoza, asesorado por el ingeniero Juan de Somovilla y Tejada, quien dirigía las obras de fortificación de la ciudad, se propuso continuar el proyecto de su antecesor y, en 1649 solicitó al Cabildo de Cartagena la construcción de un canal que permitiera la comunicación fluvial entre Cartagena y el río Magdalena. Como la hacienda municipal no disponía de los recursos para dicha obra, Zapata aportó sus sueldos y comprometió su firma particular como fianza en un empréstito “a censo” de 30.000 pesos. La barranca era venta, almacén y puerto que se ubicaba en un lugar alto y seguro de las riveras. Cerca de dos mil trabajadores  armados de azadón, hachas, machetes, picos y palas, tuvieron la labor de abrirlo. Se les daba su mantenimiento diario y una paga de ocho pesos al mes, que era superior a la que entonces regía para trabajos más duros. El canal se trazó por una depresión del terreno formada por lagunas profundas, unidas por caños, lo cual explica la forma de S acostada con una extensión de 129 kilómetros. La travesía normal en champanes y canoas duraba tres o cuatro días. La apertura del canal duró seis meses, se terminó el 24 de junio de 1650, realizándose su inauguración el 20 de agosto del mismo año.
En un inicio la administración del canal estuvo a cargo del Cabildo de Cartagena, posteriormente, pasó a múltiples arrendatarios los cuales únicamente se interesaban por el cobro de los dineros obtenidos por su uso y no le realizaban ningún tipo de mantenimiento. Esto produjo el deterioro de esta vía fluvial que solo podía transitarse pocos meses al año, permaneciendo la mitad de él sin agua. Durante el siglo XIX, varios ciudadanos y empresas nacionales y extranjeras se interesaron por la administración, el dragado, la profundización y la rectificación del canal para mejorar su navegabilidad. En 1824 el ciudadano alemán Juan Bernardo Elbers, quien había obtenido del Congreso y del Gobierno Nacional la exclusividad de la navegación por el río Magdalena en buques de vapor, junto con otros ciudadanos estuvo dispuesto a reabrir la navegación por el canal. Por dificultades de Elbers con el cabildo de Cartagena, quien cobraba por la utilización de esta vía los derechos de peajes denominados, “dique y medio dique”, transcurrieron cuatro años y no se rehabilitó el canal. En vista de que no se iniciaron los trabajos del canal, en 1828 el presidente de Colombia, Simón Bolívar, solicitó a la municipalidad su apertura y tampoco fue posible. En las décadas de 1820 y 1830 las dilaciones para la reapertura del canal condujeron a que la actividad económica de Cartagena declinara a favor de los puertos Santa Marta y Sabanilla, este último utilizado para el comercio de Barranquilla. En 1844 la Cámara Provincial de Cartagena encargó a una junta para emprender una nueva canalización, y esta junta contrató al ingeniero civil norteamericano G.M. Totten, quien junto al ingeniero Casimiro Durán comenzó los trabajos de excavación en 1845, con una duración de seis años y un costo de $350.000 pesos. Se hicieron compuertas en varios sitios y se abrió una nueva boca del Dique en un punto cercano a la población de Calamar, que había sido fundada en 1848. Las hierbas y arenas que arrastraban las aguas del río nuevamente dificultaron la navegación, lo que condujo a la Junta del Canal del Dique a celebrar nuevos contratos de canalización con particulares; es así como, en 1867 la Compañía de Vapores de Dique de Cartagena obtuvo el derecho exclusivo de navegar el canal por 50 años, limpiarlo y canalizarlo. Sin embargo, un año después la Compañía no cumplió sus obligaciones y el Estado declaró rescindido y caducado el privilegio.
Mediante la Ley 2 del 21 se septiembre de 1877, siendo Presidente del Estado Soberano de Bolívar Rafael Núñez, se creó un Consejo Consultivo de la Dirección de la Empresa del Dique, quien presentó una propuesta para la canalización y limpieza del canal. Los trabajos se iniciaron en 1878 bajo la dirección del ingeniero J.J. Moore y se emplearon cuatro años en la canalización, construcción de canales nuevos y cortes de curvas del Dique. En busca de una mayor comunicación de Cartagena con el río Magdalena, Nuñez también construyó el ferrocarril Cartagena-Calamar, en 1894, el cual en teoría debió dejar en desuso el canal; pero la conexión férrea se eliminó aduciendo que la tecnología, la maquinaria y los medios económicos de Colombia en el siglo XIX no eran los apropiados. En 1953 se levantaron los rieles del ferrocarril de Calamar, sin ruido ni protestas.
En 1914 con la apertura del Canal de Panamá se renovó el deseo de los cartageneros de luchar por el Canal del Dique y lograron que el Congreso aprobara la Ley 130 de 1915 y creara una Junta de Limpieza y Canalización de Dique, la cual contrató unos estudios para que el canal fuese navegable durante todo el año. Los estudios los hizo el coronel (r) Vanderburgh quien perteneció al U.S. Army Corps of Engineers entidad que había terminado el canal de Panamá. Vanderburgh entregó dos informes, uno en 1917 y otro en 1920.Los anteriores informes sirvieron, a comienzos del siglo XX, para que la Junta de Limpieza y Canalización del Dique en el gobierno de Pedro Nel Ospina y The Foundation Company celebraran un contrato en 1923 para realizar trabajos en el canal y ponerlo activo durante todo el año, para vapores de mayor tonelaje siendo el fondo mínimo de toda la vía de siete pies.10 Esta compañía efectuó dragados hasta 1930, pero no lograron la navegación de los buques de más de 500 toneladas de capacidad que transitaban por el río Magdalena, aunque se hicieron adelantos que más tarde sirvieron para la modernización del Dique.
Entre 1932 y 1934, una draga de la firma Frederick Snare Co. realizó el corte de Paruica con el fin de conectar la ciénaga de Matunilla con el caño del Estero. Con esta obra comienza la llegada de aguas dulces a la bahía de Cartagena por el sitio de Pasacaballos, dándole las condiciones de estuario. Desde siempre había desaguado en Barbacoas y las embarcaciones atravesaban un brazo de mar antes de penetrar por el caño del Estero a la bahía de Cartagena. A partir de 1940 el Ministerio de Obras Públicas efectuó trabajos de ampliación, profundización, corte de variantes, cierre de cauces antiguos, relleno de algunas zonas inundables, entre otras. Entre 1950 y 1952 en el gobierno de Laureano Gómez se contrató con la Standard Dredging Co. la rectificación del Canal del Dique con lo cual se redujo de 113 a 93 el número de curvas, lo cual condujo a que el sedimento del río Magdalena entrara con más fuerza a las bahías de Cartagena y Barbacoas. Ya para 1960 el caño del Estero se había sedimentado por completo lo que llevó a que en 1961 se construyera el caño de Lequerica con una longitud inicial de 200 metros.
En 1956 se construyó la refinería de Cartagena, lo cual llevó a un creciente tráfico de hidrocarburos que se transporta en remolcadores impulsados por hélices, haciendo indispensable el mantenimiento permanente del Canal. Entre 1981 y 1984, el Canal del Dique fue nuevamente rectificado por el Consorcio Layne Dredging y Sanz & Cobe Ltda, reduciendo de 93 a 50 el número de curvas, el ancho del fondo se llevó de 45 a 65 metros con una profundidad mínima de 2.5 metros. La obra quedó inconclusa por inconvenientes económicos de la empresa constructora y las trampas de sedimentación no funcionaron como se esperaba. Con los últimos cortes se incrementó el caudal del río Magdalena que se vierte a través del canal sobre la bahía de Cartagena, causando problemas ecológicos.
Como se puede apreciar hasta aquí, desde 1571 hasta 1984, se han realizado toda una serie de intervenciones sobre la ecorregión del Canal del Dique bajo la necesidad de optimizar la navegación fluvial entre Cartagena y el interior del país y viceversa.

### Desbordamiento en 2010

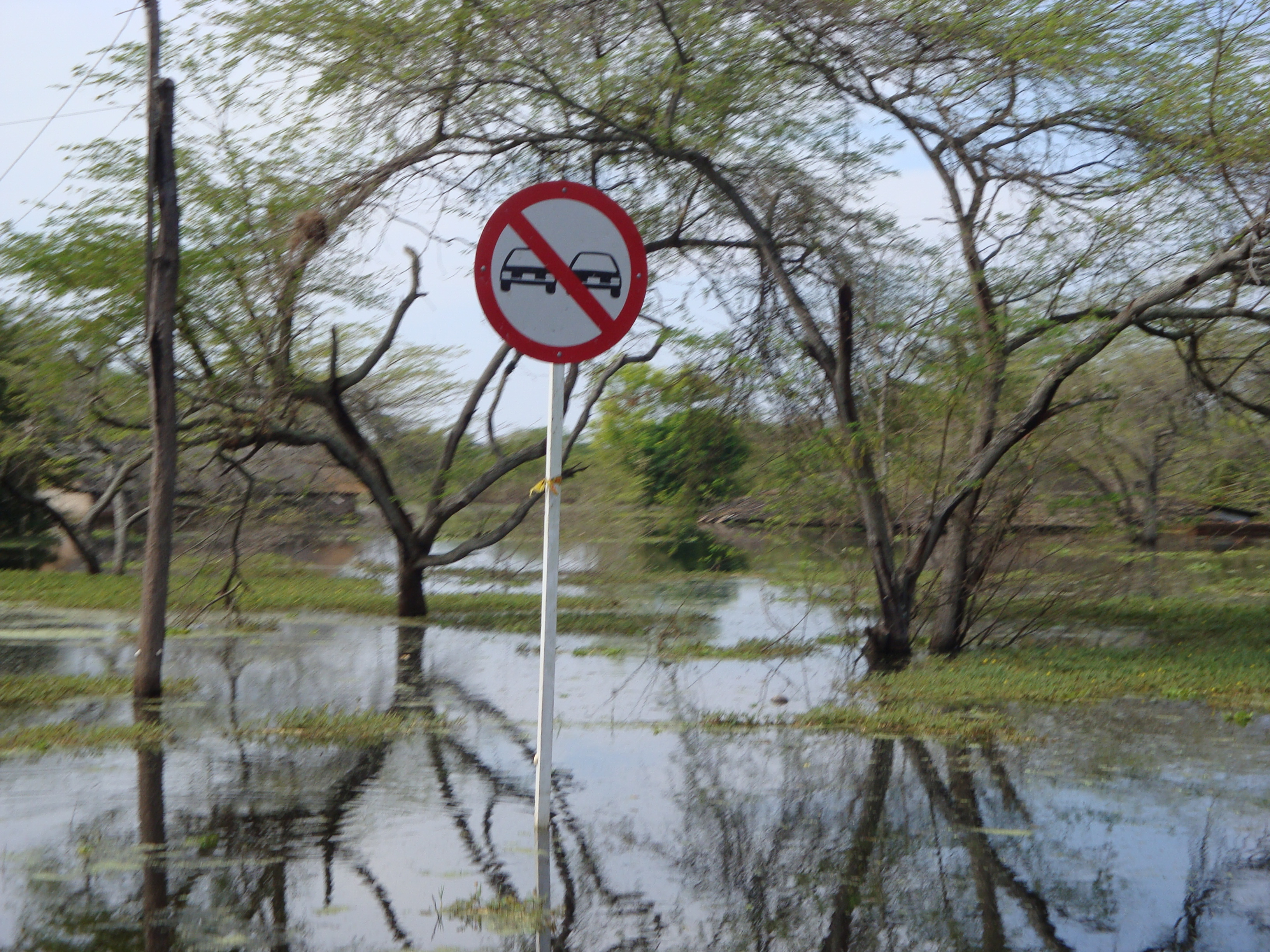
Inundación en una carretera en el sur del Atlántico.

En diciembre de 2010 las aguas del canal se desbordaron provocando la inundación de varios municipios en el norte de Bolívar y el sur de Atlántico debido a la ruptura de 214 metros de un terraplén. Se incrementaron los niveles del embalse del Guájaro con 1400 m³ de agua por segundo.
En el año de 1650, el río Magdalena fue bifurcado dando paso al nacimiento de lo que hoy es el Canal del Dique. Lo que en sus inicios no fue más que una idea basada en unir las lagunas y ciénagas de la Gobernación de Cartagena con el río, se convirtió en realidad gracias a la iniciativa de don Pedro Zapata de Mendoza, gobernador de Cartagena en esa época, quien respaldado por 200 hombres con hacha, pico y pala, entre enero y agosto de dicho año, llevó a cabo la obra por la que hoy es recordado: el rompimiento del “dique” vocablo derivado de “muro” en neerlandés que separaba el río Magdalena de dichas ciénagas. Esta tarea en parte fue facilitada, porque correspondía a los remanentes de ciénagas existes del cauce anterior del río Magdalena.
El historiador Eduardo Lemaitre, en su libro “Historia del Canal del Dique”, invita a imaginar la alegría de los cartageneros cuando se dieron los últimos golpes de pico y pala que pusieron en comunicación las aguas del río Magdalena con las ciénagas de agua dulce, y a través de la ciénaga salobre de Matuna, con la bahía de Barbacoas, que comunicaba con la bahía de Cartagena por el caño del Estéreo.
Y es que desde el período de la Conquista, el río Grande de la Magdalena se convirtió en la principal vía de acceso al interior de la Nueva Granada, y acceder a esta importante arteria fluvial representó siempre uno de los principales objetivos para los habitantes de las ciudades costeras como Cartagena y Santa Marta. De ahí la importancia del Canal del Dique para Cartagena, pues éste se convirtió desde su nacimiento hasta la década de los cincuenta del siglo XX, en la única conexión de la ciudad con el interior del país. Mediante sucesivos dragados de rectificación y ampliación, cada vez se logró mayor derivación del río y por ende mayor aporte de sedimentos; la última fue realizada entre 1980-1984, que corresponde al actual Canal, el cual causó la reducción de la capacidad de las ciénagas, los aportes de sedimentos hacia las bahías de Cartagena y Barbacoas y, por verificar, la afectación a los corales de las islas del Rosario.
Por todas estas acciones, desde que se tomó la decisión de Estado de interconectar las ciénagas para lograr una comunicación entre Cartagena y el río Magdalena y los posteriores trabajos de rectificación y ampliación durante el siglo pasado, se ha conformado un ecosistema de agua dulce alrededor del Canal del Dique, que ha servido, entre otros, como fuente de agua para consumo, medio de transporte y desarrollo de distritos de riego.
Desde 1997, el ministerio del Medio Ambiente conminó a Cormagdalena a la presentación del Plan de Restauración Ambiental de los Ecosistemas Degradados del área de influencia del Canal del Dique, donde se contemplaba, entre otros, garantizar la navegación y reducir los aportes de sedimentos hacia las bahías de Cartagena y Barbacoas. El IDEHA participó entre 1997 y 2005.
Actualmente está en ejecución un contrato de diseño-construcción, que requiere una revisión de los alcances en función de las condiciones presentadas durante la inundación 2010, e integrar como parte del proyecto, el sur del departamento del Atlántico.
El canal del Dique, tal como se conoce hoy, nació tardíamente en la década de 1950, casualmente en el mismo período en que el río dejó de ser la arteria principal del transporte colombiano, y empezó a crecer el desarrollo de carreteras entre la Costa y el interior del país, por lo cual se dejó de invertir en vías fluviales de transporte, entre ellas el Canal.
De la última rectificación (1980-1984) que se le hizo, según José Vicente Mogollón, la obra quedó inconclusa, y en cierto modo imperfecta, por inconvenientes económicos que sufrió la empresa constructora. Así que se trató de un dique o muro que se rompió para la dicha de una región que veía esto como un paso positivo para su desarrollo social y económico.

## Macroproyectos de compuertas
El Macroproyecto Canal del Dique, consiste en la definición y ejecución de un Plan de Manejo Hidrosedimentológico para la restauración de los ecosistemas degradados del Canal del Dique, así para evitar la sedimentación de la Bahía de Cartagena. Se construirá dos compuertas, una en Calamar y otra en Puerto Badel.